# Víborg
|  | Per a altres significats, vegeu «Viborg». |

Víborg (Вы́борг en rus, Viipuri en finès, Viborg en suec, Wiborg en alemany, en estonià Viibur) és una ciutat de Rússia dins l'oblast de Leningrad, en l'istme de Carèlia prop de la badia de Viipuri. El 2021 tenia 72.530 habitants. Era una ciutat de la Lliga Hanseàtica que ha canviat de mans diverses vegades al llarg de la història; la darrera, el 1944 quan va passar de ser finlandesa a pertànyer a la Unió Soviètica.

## Història

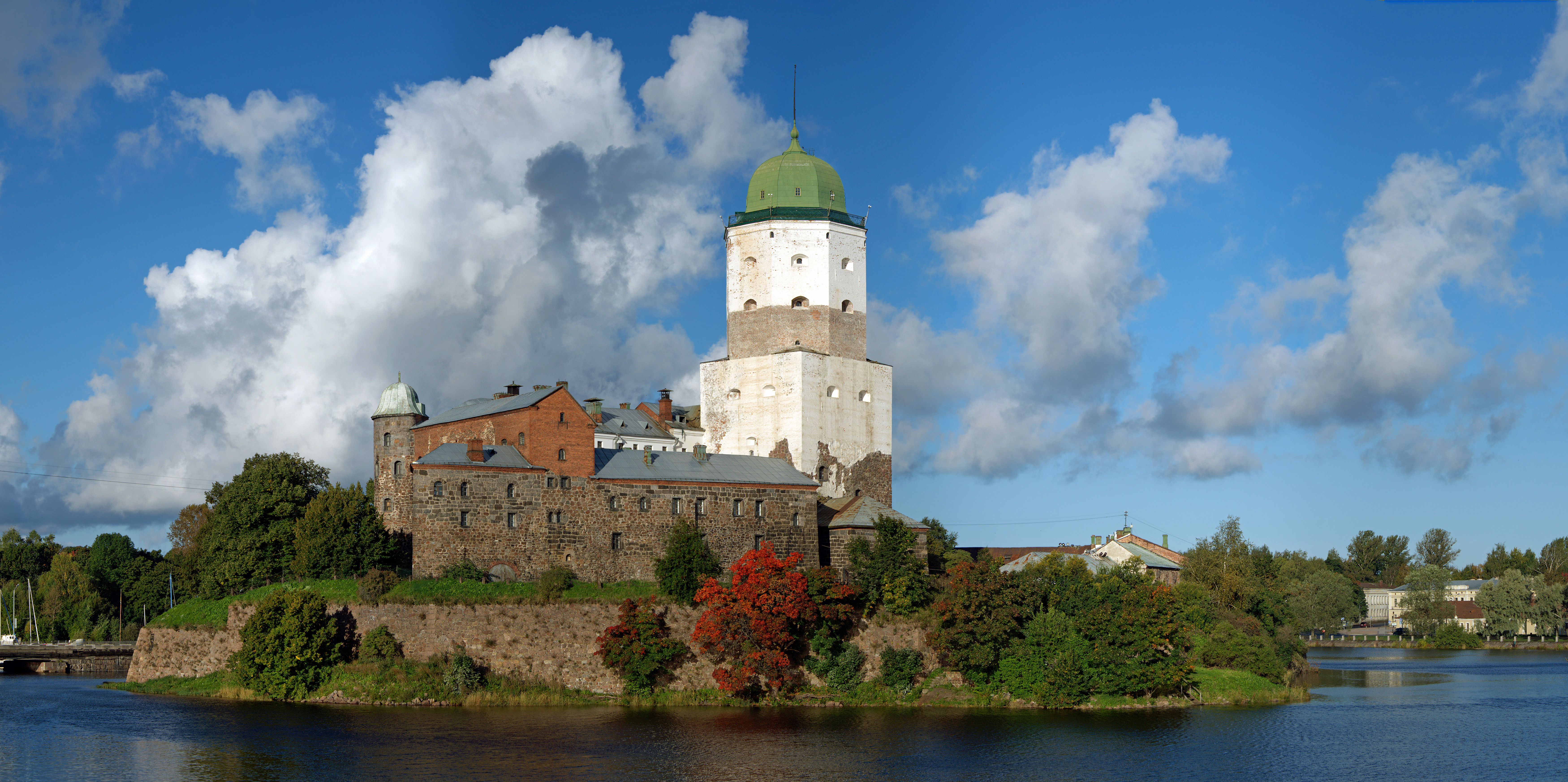
Castell de Viipuri

Escut finlandès de Viipuri

La zona de Víborg era un centre comercial de la conca del riu Vuoksi una part del qual va ser dessecada. La zona va estar habitada pels carelians, una tribu finesa que gradualment van caure sota el domini de Nóvgorod i de Suècia.
El primer castell de Víborg es va fundar l'any 1293 pel mariscal suec Torkel Knutsson. Pel tractat de Nöteborg de 1323, Viipuri va ser reconeguda finalment com una part de Suècia. Va estar sota un llarg setge durant la Guerra russosueca (1496–1499).
Viipuri va romandre sueca fins a la seva captura pel tsar Pere el Gran (1710). El Tractat de Nystad (1721), assignà aquesta ciutat com a part de la Vella Finlàndia a Rússia.
Una de les grans batalles navals de la història va ser la batalla de la badia de Viipuri (1790).
Arran de la Revolució Russa de 1917, Finlàndia es va declarar independent. Durant la guerra civil finlandesa Viipuri va estar en mans de la Guàrdia Roja finlandesa fins que el 29 d'abril de 1918 va ser capturada per la Guàrdia Blanca finlandesa.
L'any 1939 la ciutat tenia 80.000 habitants i tenia minories importants de finesos sueco-parlants, alemanys, russos, gitanos finlandesos, tàtars finlandesos i de jueus. Durant aquesta època l'arquitecte Alvar Aalto hi va construir edificis d'estil modernistes com és la biblioteca.
Durant la Guerra d'Hivern (1939–1940), més de 70.000 habitants de Viipuri van ser evacuats a l'oest de Finlàndia. Tot l'istme de Carèlia va ser incorporat a la Unió Soviètica el 31 de març de 1940. Pràcticament tota la població finesa de la ciutat va ser reubicada a Finlàndia.
El 29 d'agost del 1941, Viipuri va ser recapturada per les tropes fineses i va ser formalment annexada a Finlàndia junt amb altres zones properes. Cap al 1942, la ciutat tenia 16.000 habitants. Un 70% dels evacuats prèviament de la Carèlia finlandesa van tornar arran de la reconquesta, però amb la tornada de l'Exèrcit Roig rus van tornar a ser evacuats.

## Economia

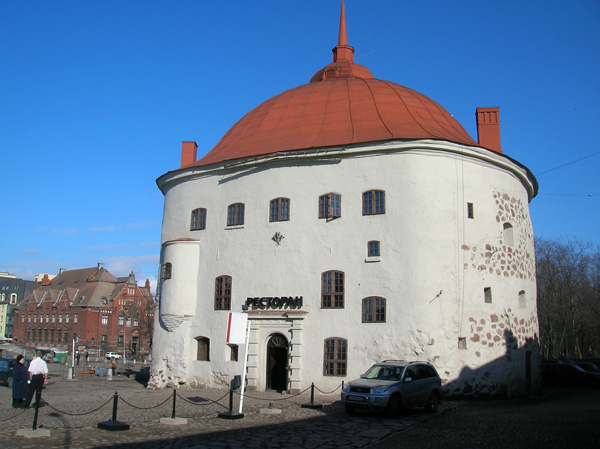
Torre rodona a Vipuri (1550)

Viipuri és un centre important de producció de paper. El turisme s'incrementa i hi ha un festival de cinema rus Finestra a Europa cada any. Des de 1982, hi ha unes instal·lacions d'intercanvi d'energia elèctrica entre Rússia i Finlàndia.

## Fills il·lustres
- Armas Jaernefelt, compositor musical (1869-1958)
- Martti Ahtisaari (1937 -) polític, President de Finlandia (1994-2000), Premi Nobel de la Pau de l'any 2008.
- Ernst Mielck (1877-1899), compositor musical.